# Colombo Max
Colombo Max (* 10. Mai 1877 in München; † 5. September 1970 in Ammerland; eigentlich Columbus Josef Max) war ein deutscher Maler.

## Leben

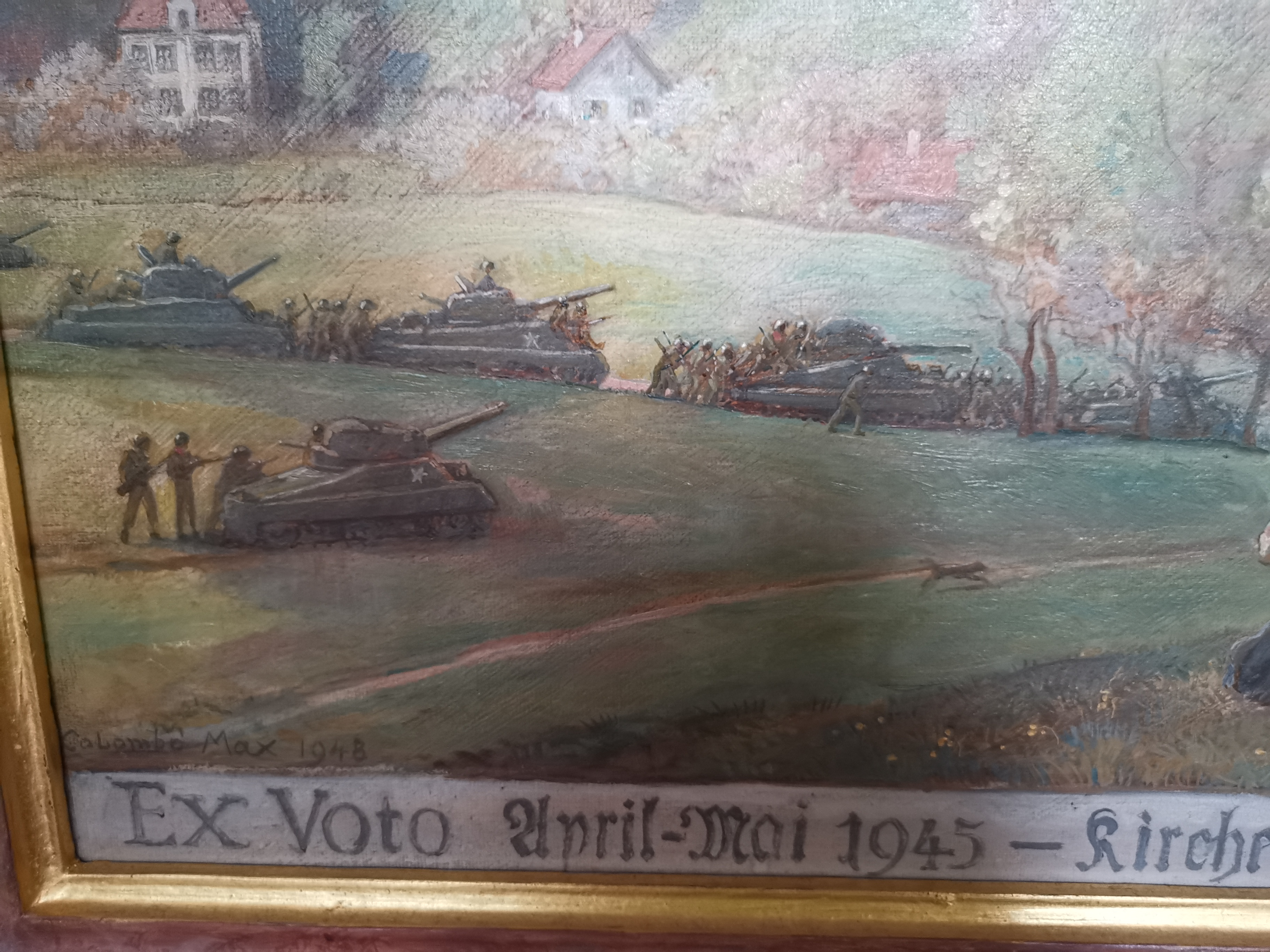
Votivbild von Max Colombo in der Kirche St. Johann Baptist und Georg in Holzhausen am Starnberger See

Max war der Sohn des Malers Gabriel von Max und Schüler von Gabriel von Hackl und Wilhelm von Diez an der Münchner Kunstakademie sowie von Anton Ažbe an dessen privater Kunstschule.
Als Mitglied der „Königlich Privilegierten Münchener Künstlergenossenschaft“ erhielt er ab 1912 Gelegenheit, bei den Jahresausstellungen im Glaspalast seine Werke der Öffentlichkeit zu präsentieren. Den progressiven Künstlervereinigungen seiner Zeit, die der Bevormundung durch Akademie und „Künstlergenossenschaft“ zum Teil kritisch-provokativ gegenüberstanden, blieb er mit seinem älteren Bruder Corneille Max fern. Die Brüder zählen nicht zu jener Avantgarde, ihr schaffen mutet aus heutiger Sicht stilistisch und ikonografisch eher konservativ an. Colombos künstlerisch konservativ-naturalistischer Stil in Grafik und Malerei sowie sein bodenständiges Schaffen in meist ländlicher Zurückgezogenheit unterstreichen diesen Eindruck.
Die Traumata des Ersten Weltkriegs sowie der nachfolgende Wandel fanden im Schaffen Colombos einen sichtbaren Niederschlag: Er zeichnete in den 1920er Jahren als dezidierter Pazifist unter dem Motto „Nie wieder Krieg“ Postkartenentwürfe für den Friedensbund der Kriegsteilnehmer. Manche seiner naturalistischen Werke der Zwischenkriegszeit spiegeln den Zeitgeist eines optimistischen Neuanfangs wider, andere zeugen aber vor allem von seiner aufmerksam beobachtenden Naturverbundenheit. Mit dem „Selbstbildnis mit Rautenfahne und Kruzifix“ oder dem „Gruppenbildnis der Weißen Rose“ formulierte Colombo Max seine Kritik an der Politik des Dritten Reichs.
Colombo Max heiratete 1910 Paula Schmidt, die ihren Sohn Thomas mit in die Ehe brachte, der von Colombo adoptiert wurden. Dr. med. Thomas Max, wurde 1945 als Mitglied der Freiheitsaktion Bayern vom örtlichen Volkssturmführer Friedrich Ehrlicher in Grünwald auf offener Straße erschossen. Der Arzt hinterließ zwei Kinder und seine Frau Henriette, geb. Pössenbacher.

## Werke
- you died for the liberty, postumes Porträt von Hans und Sophie Scholl sowie Christoph Probst, 1944 (Ludwig-Maximilians-Universität München)

## Film
- Percy Adlon: Im Haus des Affenmalers Gabriel Max. (1980)